# Shen Xiangfu
Shen Xiangfu (en chino simplificado, 沈祥福; pinyin, Shěn Xiángfú; Mandarin pronunciation:; Pekín, China; 27 de mayo de 1957) es un exfutbolista y entrenador de Fútbol de China que jugaba en la posición de extremo.

## Carrera

### Club
| Periodo   | Club          |
| --------- | ------------- |
| 1974–1987 | Beijing Guoan |
| 1988–1991 | Fujitsu SC    |

### Selección nacional
Jugó para China de 1977 a 1986 con la que anotó siete goles en 37 partidos, participó en la Copa Asiática 1980, en tres ediciones de los Juegos Asiáticos y en tres procesos de clasificación al mundial.

### Entrenador
| Periodo   | Club                     |
| --------- | ------------------------ |
| 1994-1995 | Fujitsu SC               |
| 1997-1998 | Beijing Guoan            |
| 2000-2001 | China sub-20             |
| 2001-2002 | China                    |
| 2002-2004 | China sub-23             |
| 2005-2006 | Beijing Guoan            |
| 2007-2009 | Guangzhou Pharmaceutical |
| 2010–2011 | Changchun Yatai          |
| 2012      | Henan Jianye             |
| 2013–2016 | Shanghai Shenhua         |
| 2018      | Tianjin Quanjian         |
| 2019-2020 | Tianjin Tianhai          |

## Logros

### Entrenador
Beijing Guoan
- Chinese Super League Cup: 1998

Guangzhou Pharmaceutical
- China League One: 2007